# سامي بو
صامويل أدرين"سلينغن" سامي" Baugh بو (17 من مارس 1914م ـ 17 من ديسمبر 2008م) كان لاعب كرة القدم الأمريكية ومدربًا. لعب في كرة قدم الجامعات لصالح فريق الضفادع المقرنة (Horned Frogs) في جامعة تكساس كريستيان، حيث كان ضمن أفضل لاعبي الفريق (All-American) لمرتين. ثم لعب بعد ذلك في الدوري الوطني لكرة القدم الأمريكية (National Football League) لصالح فريق الهنود الحمر بواشنطون (Washington Redskins) من موسم 1937م إلى 1952م. وقد وقع الاختيار عليه ليكون ضمن شخصيات قاعة مشاهير محترفي كرة القدم الأمريكية (Pro Football Hall of Fame) في فئة الامتياز المكونة من 17 عضوًا لعام 1963م.

## وصلات خارجية
- سامي بو على موقع مرجع كرة القدم المحترفة.كوم (الإنجليزية)

- سامي بو على موقع IMDb (الإنجليزية)
- سامي بو على موقع الموسوعة البريطانية (الإنجليزية)
- سامي بو على موقع أول موفي (الإنجليزية)
- سامي بو على موقع إن إن دي بي (الإنجليزية)
- سامي بو على موقع قاعدة بيانات الفيلم (الإنجليزية)
- AP Obituary in the Plainview Daily Herald
- New York Times Obit
- Photo of "Slingin'Sammy 1937" via Shorpy
- Gallery of Sammy Baugh football cards
- Biography of Sammy Baugh at theHogs.net